# Argyrogrammana venilia
Argyrogrammana venilia är en fjärilsart som beskrevs av Bates 1868. Argyrogrammana venilia ingår i släktet Argyrogrammana och familjen Riodinidae. Inga underarter finns listade i Catalogue of Life.